# アイム・エヴリ・ウーマン
「アイム・エヴリ・ウーマン」(I'm Every Woman)は、チャカ・カーンの楽曲。

## 概要
ソロとしては初となるシングルで、デビューアルバム『恋するチャカ』に収録されている。1989年にはリミックス・ヴァージョンがイギリスのシングルチャートで8位を記録した。

## ホイットニー・ヒューストンのカバー
ホイットニー・ヒューストンによるカヴァー・バージョンは、映画『ボディガード』のサウンドトラックの為に録音され、アルバムから2枚目のシングルとしてカットされた。
ナラダ・マイケル・ウォルデンとC+Cミュージック・ファクトリーがプロデュースを手掛け、冒頭には新たな歌詞を含んだイントロが追加されている。バックコーラスにはチャカも参加している。全米では4位、ダンス・クラブ・チャートでは首位を記録した。
ホイットニーはチャカを敬愛しており、「彼女はチャカのようにしっかりしたハーモニーを作りたかった。彼女は本当に熱中していた、チャカとレコーディングするのは彼女にとって愛に溢れた集まりのようだった」とプロデューサーのウォルデンは作業を振り返った。
ミュージック・ビデオにはチャカやホイットニーの母シシー・ヒューストン、TLCらがカメオ出演している。ビデオの撮影時、ホイットニーは娘のボビー・クリスティーナ・ブラウンを妊娠中であり、ビデオでは大きくなったお腹をさするシーンもある。
1999年に行われた「VH1 ディーヴァズ・ライヴ」ではチャカとともにこの曲を披露した。

### 収録曲
1. アイム・エヴリ・ウーマン　- 4:45
2. フー・ドゥ・ユー・ラブ - 3:55